# Maria dos Prazeres Bessa Pais
Maria dos Prazeres Martins Bessa Pais (São Gonçalo, Amarante, 29 de Dezembro de 1867 – São Sebastião da Pedreira, Lisboa, 14 de setembro de 1945) foi a esposa do antigo presidente da República Portuguesa Sidónio Pais, e por inerência Primeira-dama de Portugal.

## Biografia
Nascida a 29 de Dezembro de 1867, na freguesia de São Gonçalo, concelho de Amarante, Maria dos Prazeres Martins Bessa Pais era filha de Vitorino Ferreira Bessa (1810-1894), um comerciante natural de Perozelo, Penafiel, que detinha o exclusivo do Depósito da Companhia dos Tabacos de Portugal, e de Bernardina Joaquina Pinto Martins Bessa (1826-1905), também referida como Bernardina Augusta, natural de uma família abastada de Valença, com propriedades em Padronelo, Amarante. Era a mais nova de quatro filhos, e conhecida por ser uma exímia pianista.
Com 26 anos, ainda a viver na sua terra natal, conheceu e começou a namorar o militar minhoto Sidónio Pais, cinco anos mais novo, que ali havia sido colocado no 2.º Grupo do Regimento de Artilharia nº 4. Dois anos depois, com o aval do seu tio materno, Dr. Miguel Pinto Martins, casaram-se a 2 de Fevereiro de 1895, na Igreja Paroquial de São Gonçalo, sob o regime de separação de bens. Após o casamento, mudaram-se para Coimbra, onde o seu marido estava a concluir os seus estudos em Matemática, chegando mais tarde ao cargo de professor catedrático e vice-reitor da Universidade de Coimbra. O casal fixou residência num edifício de 3 pisos, situado perto da Sé Velha e do “palacete” da Portela, onde vivia o tio materno da noiva, um dos promotores da carreira universitária de Sidónio. Com ele viria a ter cinco filhos: Sidónio (1896-?), que se casou com Isabel Maria da Costa de Sousa de Macedo de Freitas Branco, irmã de Luís de Freitas Branco e Pedro de Freitas Branco, António (1897-1987), Maria Sidónia (1899-1985), Afonso (1901-1995) e Pedro (1902-1930).
Em 1904, devido às constantes infidelidades e ambições políticas de Sidónio, o casal separa-se. Maria dos Prazeres continua a viver em Coimbra, dedicando-se aos cinco filhos e ao cuidado da casa, tornando-se muito recatada e isolada, evitando os bailes ou eventos públicos, que o seu marido frequentava na companhia de diversas senhoras, nomeadamente de D. Ema Manso Preto, com a qual teve uma filha, Maria Olga, por ele perfilhada mas cuja paternidade não assumiu, sendo a sua amante casada à época com Álvaro Augusto Pinto Ribeiro. Sem o direito ao divórcio, mas com ajuda financeira da sua família, permaneceu sempre afastada da vida pública do marido, que viria a se tornar Presidente da República, após o golpe militar de 1917. Por inerência, em 1918, Maria dos Prazeres tornar-se-ia Primeira-dama, sem desempenhar qualquer cargo ou ter estado presente em qualquer cerimónia oficial de Estado.
Após o assassinato de Sidónio Pais, a 14 de Dezembro de 1918, Maria dos Prazeres foi pela primeira e única vez ao Palácio Nacional de Belém para estar presente no funeral do marido.
Dez anos após a morte do seu marido, em 1928, foi-lhe concedida uma “pensão de sangue” na razão de 50% do vencimento de um “general com mais de 5 anos” de graduação no posto. Faleceu a 14 de Setembro de 1945, com 77 anos, na freguesia de São Sebastião da Pedreira em Lisboa.
Bernardo Sassetti (de seu nome completo Bernardo da Costa Sassetti Pais), reconhecido pianista português falecido em 2012, era seu bisneto.